# نعيم صديقي
مولانا نعيم صديقي (1916 - 25 سبتمبر 2002) عالم وكاتب وسياسي إسلامي باكستاني. كان من بين الأعضاء المؤسسين للجماعة الإسلامية الباكستانية، وأحد المقربين من أبي الأعلى المودودي وأمين أحسن إصلاحي.

## حياته
ولد نعيم صديقي في 5 يونيو 1916 في جكوال في إقليم البنجاب في الهند البريطانية. درس في المنزل ثم في المدرسة الثانوية الحكومية، ثم درس مؤسسة العلوم الدينية الإسلامية، وحصل على ما يعادل درجة الماجستير في ذلك الوقت في الأدب العربي والفارسي من جامعة البنجاب في لاهور عام 1938. كان نعيم صديقي من بين الأعضاء المؤسسين للجماعة الإسلامية إلى جانب مؤسسها أبي الأعلى المودودي، وبسبب الخلافات التي لا يمكن التوفيق بينها وبين قيادتها، فقد ترك الجماعة عام 1994. وأسس حزب تحريك إسلامي مع زملائه عام 1994، وفي عام 1996 انقسم تحريك إسلامي إلى مجموعتين، مجموعة يقودها نعيم صديقي، ومجموعة أخرى يقودها حفيظ الرحمن إحسان، ثم أُعيد توحيد كلتا المجموعتين في عام 1998.

## وفاته
توفي في 25 سبتمبر 2002 في لاهور عن عمر يناهز 86 عامًا. وصلى عليه الجنازة ميان طفيل محمد أمير الجماعة الإسلامية السابق.